# Forstera bellidifolia
Forstera bellidifolia är en tvåhjärtbladig växtart som beskrevs av William Jackson Hooker. Forstera bellidifolia ingår i släktet Forstera och familjen Stylidiaceae. Inga underarter finns listade i Catalogue of Life.